# Citroën Type C

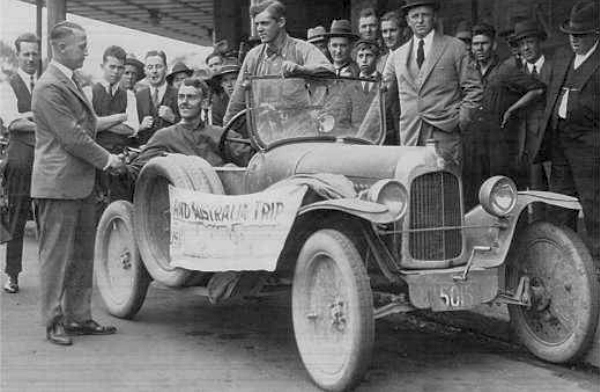
„Bubsy“ při příjezdu do Sidney – prosinec 1925

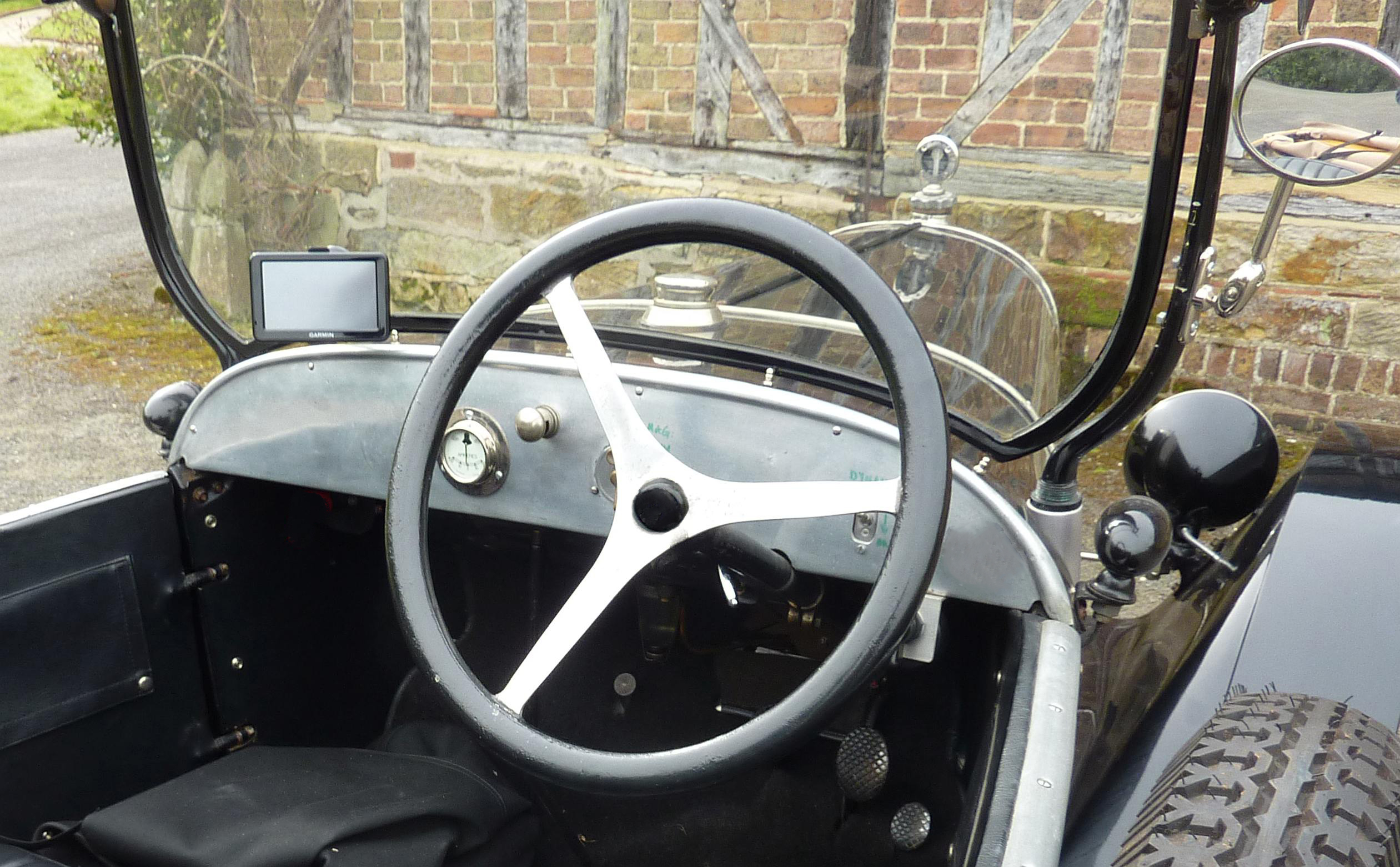
Palubní deska verze Torpédo T2 (1922)

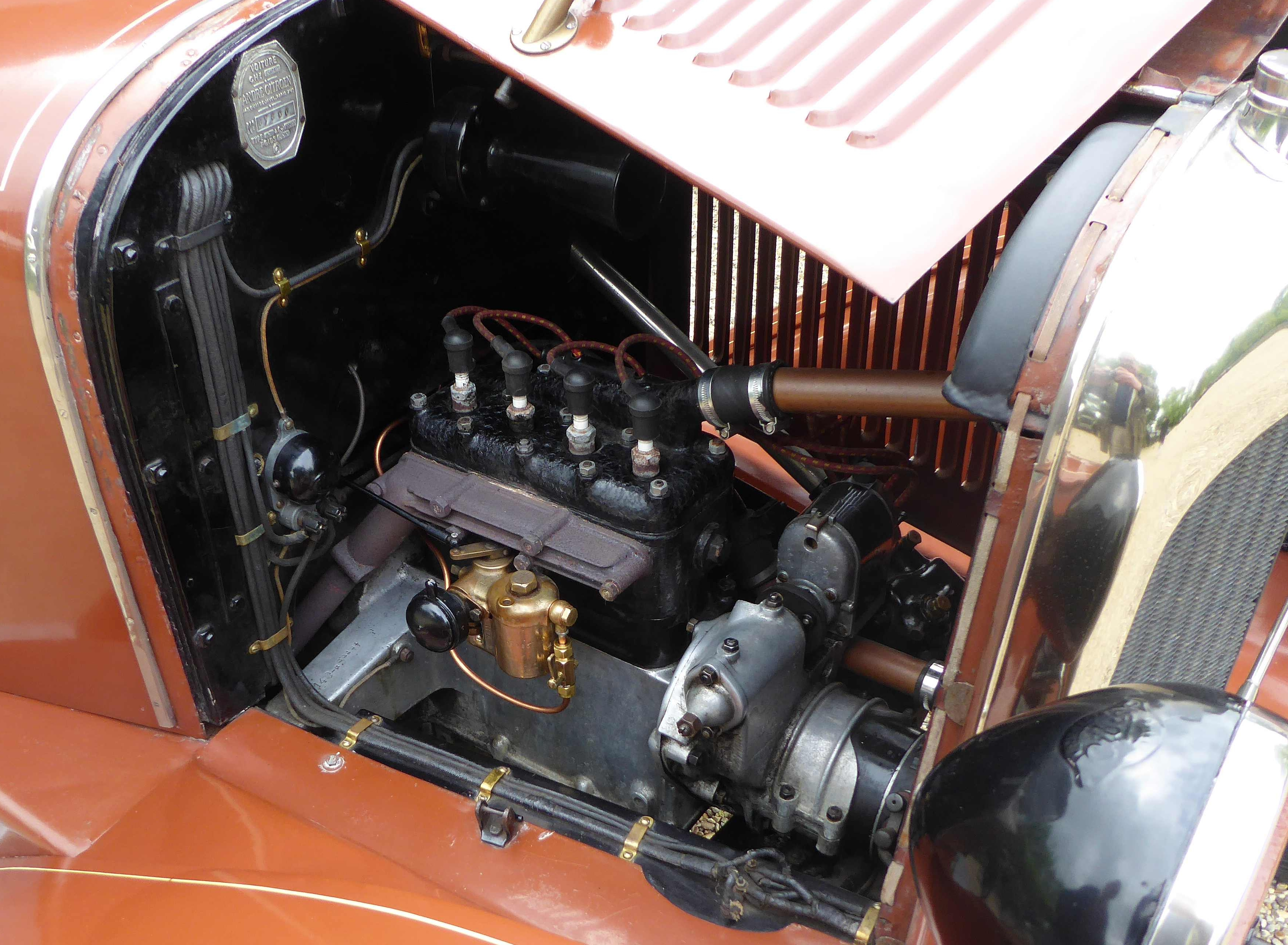
Karburátor Solex

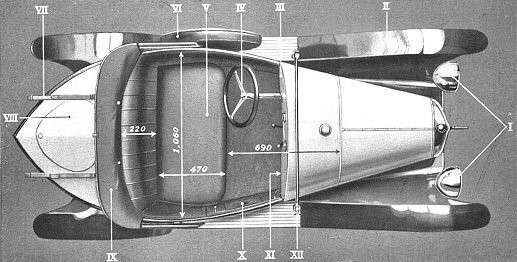
Torpédo T2 – dvoumístná verze

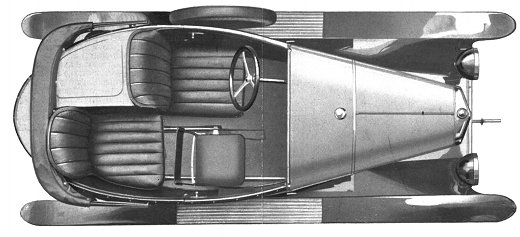
Torpédo T3 – třímístná varianta se „skládacím“ sedadlem

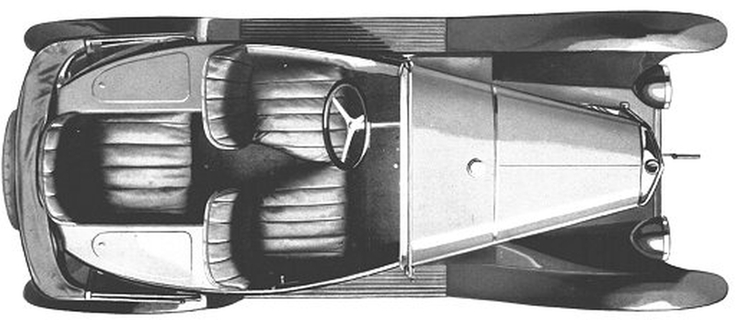
Torpédo T3 „Jetelíček“ – třímístná verze se dvěma sedadly vpředu a jedním vzadu

Citroën typ C byl lehký automobil vyráběný francouzskou automobilkou Citroën v letech 1922 až 1926. Ve Francii byl znám jako Citroën 5HP nebo jen 5CV. Jednalo se o druhý model, který navrhl zakladatel automobilky André Citroën (1878–1935), a současně o první sériově vyráběný vůz. Celkem bylo vyrobeno téměř 83 000 kusů. 
Typ C následoval po Typu A (10HP) z června 1919, který v červnu 1921 nahradil rovněž desetikoňový Typ B2. Již při jejich výrobě se poprvé v Evropě uplatňovaly prvky sériové výroby. 
První auta se dodávala ve světle žluté (grapefruitové) barvě, proto dostala přezdívku „Malý citron“ (Petite citron). Kvůli zkosenému zadku vozu se „céčkům“ přezdívalo  též „Slepičí prdelka“ (Cul de poule). Další přezdívka „Jetelíček“ (Trefle) odkazovala na tvar verze se třemi sedadly.

## Historie
Zdroj
Zatímco francouzská vláda povzbuzovala formou daňových zvýhodnění výrobce automobilů, aby vyráběli levná motorová vozítka, která měla vyplňovat mezeru mezi motocykly a klasickými automobily, André Citroën upřednostňoval výrobu malých automobilů. Typ C byl první citroën, jenž vstoupil do sektoru malých automobilů, který poté ovládly značky Peugeot a Renault. Přes podobnost s typem A, jejž navrhl Jules Salomon, byl typ C ve skutečnosti dílem inženýra Edmonda Moyeta, který několik měsíců předtím navrhl a sestrojil velmi podobné vozidlo, nazvané Amilcar CC, pro francouzského výrobce Amilcar. Novátorskou myšlenkou Andrého Citroëna bylo nabídnout typ C ženám, což bylo v té době velmi neobvyklé. Všechny reklamní tiskoviny proto představovaly vůz řízený mladou ženou.
Od typu C se datuje spojení automobilky Citroën s masovým automobilismem. Přispěla k tomu také skutečnost, že se typ C dal zakoupit i na úvěr, což byla v té době novinka. Umožnila to spotřebitelská úvěrová společnost prozíravě založená Andrém Citroënem. Po počátečním pomalém startu v roce 1922 přišel úspěch – takový, že od roku 1924 představoval typ C téměř polovinu veškerých prodejů Citroënu. Stal se také prvním evropským lidovým vozem. Prodejní cena dvoumístné verze torpédo v roce 1922 činila 8500 franků, což bylo asi 60 % ceny typu A (13 900 franků).
Z původního francouzského obchodního názvu 5HP se v roce 1925 stalo 5CV. Způsobil to přechod z HP (Horse Power = koňská síla) na CV  (Cheval fiscal = daňový kůň).
V letech 1919 až 1925 byla vybudována síť 5000 obchodních zástupců. Výhradní filiálky a prodejci se nacházeli po celém světě, v Británii, Itálii, Japonsku, Španělsku, Belgii, Severní Africe, Austrálii, Jižní Americe atd. Ve Španělsku, Itálii, Polsku, Alžírsku, Belgii a Anglii budovala automobilka od roku 1925 dceřiné závody, aby se vyhnula celním poplatkům na dovážené zboží.
Dvoumístná verze torpédo – aerodynamická karoserie se sklápěcí nebo snímatelnou střechou – přišla do výroby v květnu 1922. Následujícího roku se objevila i jako luxusnější kabriolet. V roce 1924 byla představena třímístná varianta torpéda, zpočátku se „skládacím“ sedadlem, jež byla později nahrazena pohodlnější verzí se dvěma sedadly vpředu a jedním vzadu. Právě té se přezdívalo „Jetelíček“.
Typ C byl ve srovnání s konkurencí velmi spolehlivý a hospodárný. Byl to velmi robustní vůz, o čemž svědčí pětiměsíční, 17 000 km dlouhá cesta kolem Austrálie, kterou s ojetým torpédem z roku 1922 pojmenovaným „Bubsy“ vykonali v roce 1925 dva studenti. Navzdory extrémním podmínkám neměla „Bubsy“ žádný problém s motorem.
Přestože byl typ C úspěšný, nebyl dostatečně ziskový, a tak se v rámci příprav na zavedení typu B14 s celokovovou karoserií André Citroën navzdory všeobecnému mínění rozhodl ukončit v květnu 1926 jeho výrobu. O celokovové verzi C4 se sice uvažovalo, avšak vzhledem k neúměrným nákladům automobilka od této myšlenky upustila.
Dnes je typ C typickým veteránem z 20. let minulého století. Jeho obliba vychází ze skutečnosti, že se dá i dnes velmi snadno sestavit z dobových dílů a repasí. Z oněch téměř 83 000 vyrobených automobilů Citroën typ C, byly mnohé přestavěny na traktory nebo užitková vozidla. Podle odhadů se do dnešních časů dochovalo asi 3000 vozů tohoto typu, což jsou 4 % z celkového množství.

## Technické údaje
Zdroj
Typ C předběhl svou konkurenci. Měl diferenciál a elektrický startér, díky čemuž ho automobilka mohla v reklamě uvádět jako snadno ovladatelný vůz vhodný pro ženy. Na jeho hmotnosti 543 kg se podílely zejména motor, převodovka a zadní náprava. Maximální rychlost, již dokázal vyvinout, činila 60 km/h při spotřebě 5 l na 100 km. 
Podvozek vozu vyráběla továrna v Levallois-Perret a celý automobil se montoval v závodě v Javelu. Pro francouzský trh se vyráběly vozy s klasickým uspořádáním pro jízdu po pravé straně, pro Británii, země Commonwealthu, Švédsko, Argentinu a Austrálii modifikace s řízením na opačné straně. Karoserie měla dřevěný rám, k němuž byly přibity plechové pláty. Typ C byl poslední citroën s touto smíšenou konstrukcí. Vůz měl pouze jedny dveře na straně spolujezdce.  
Pod kapotou opatřenou šestnácti větracími štěrbinami (prototypy měly jen tři) se skrýval řadový čtyřválec o obsahu 856 cm3. S vrtáním 55 mm a zdvihem 90 mm měl výkon 8,2 kW. Byl osazen jednoduchým karburátorem vyrobeným společností Solex. Kapalinové chlazení bylo termosifonové. Od 1. června 1925 bylo chlazení u všech verzí vylepšeno ventilátorem, jímž byl předtím vybaven pouze kabriolet. Systém zapalování, který původně tvořily baterie, cívka a distributor, byl počátkem roku 1923 nahrazen magnetoelektrickým zapalováním, kde jako zdroj proudu sloužilo magneto. Převodovka měla tři nesynchronizované rychlostní stupně a zpátečku. Plynový pedál byl, jak bylo v té době zvykem, umístěn uprostřed mezi pedály spojky a brzdy.
Přední kola neměla brzdy. Převodová brzda se ovládala pomocí nožního pedálu, brzdy na zadních kolech pomocí páky ruční brzdy. Brzdění nebylo silnou stránkou automobilu; řidič musel předvídat a vyvažovat účinek obou brzdových systémů, aby nedošlo ke zlomení zadní osy. Proto se vozy často upravovaly sdružením převodové brzdy se zadními brzdami. Tato úprava se od roku 1926 začala konečně nabízet v běžné výbavě.
Nosnou část podvozku a pevnostní prvek vozu tvořil lichoběžníkový žebřinový rám zesílený příčnými nosníky. Zadní náprava byla tuhá, celistvá, odpružená stejně jako přední náprava dvěma zavěšenými čtvrteliptickými listovými pružinami. Od roku 1925 dostávaly těžší kabriolety na zadní nápravu třecí tlumiče. Na konci roku 1923 bylo krátké šasi C2 prodlouženo o 10 cm z 2,25 m na 2,35 m a vyztuženo příčným nosníkem, který nesl zadní partii vozu. Tak vzniklo prodloužené šasi C3, jež bylo nezbytné pro vznik třímístné verze Torpédo T3 a pro dodávku VL. Šasi C3 se bez dalších změn dodávalo až do ukončení výroby typu C v roce 1926. 
Původně byl typ C vybaven vysokotlakými pneumatikami Michelin câblé 700x80 s patkou pro ráfek huštěnými na 4–5 barů (asi 4–5 atmosfér), což bylo důvodem pouze průměrného držení vozidla na silnici a jízdní pohody. V červnu 1924 je proto nahradily nízkotlaké balonové „michelinky“ câblé confort 715x115 s patkou pro ráfek huštěné na 2,5 barů (asi 2,5 atmosfér), které se původně dodávaly jen jako zvláštní výbava.  
Základní výbava vozu byla poměrně chudá, proto mnozí dodavatelé doplňků nabízeli rozličná řešení sloužící ke zlepšení jízdního komfortu či výkonu vozu, jako byl střešní nosič, palivoměr, tachometr, teploměr chladicí kapaliny, palubní hodiny, tlumiče, přední brzdy a různá vylepšení motoru.

## Modely
Zdroj
V letech 1922-23 byly na podvozku s krátkým rozvorem kol (C2) vyrobeny dvoumístné verze torpédo T2 a kabriolet. 
V roce 1924 byly na podvozku s dlouhým rozvorem (C3) vyrobeny: torpédo T2 a kabriolet TL, dodávka VL a také T3-1, třímístné torpédo. 
O rok později, v roce 1925, byla verze T3-1 nahrazena třímístnou variantou T3-2 „Jetelíček“ se zadním sedadlem pro třetího cestujícího

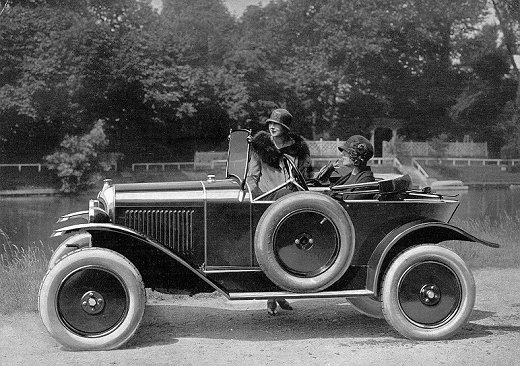
Typ C torpédo T2
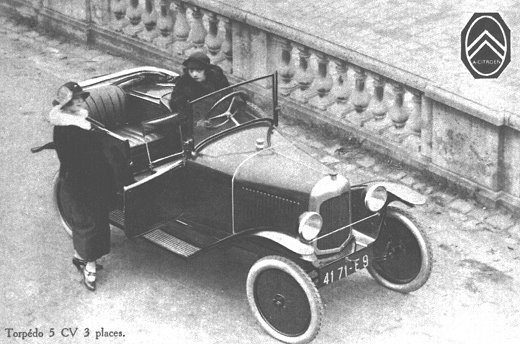
Typ C torpédo T3-1
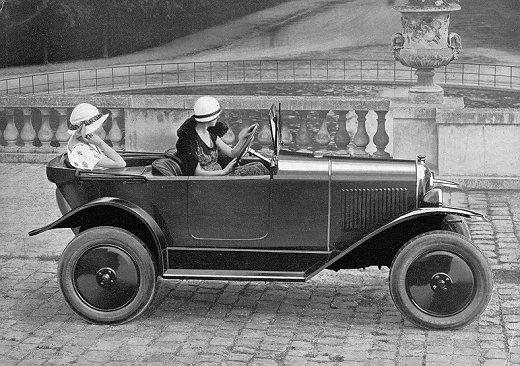
Typ C C3 torpédo T3-2 -
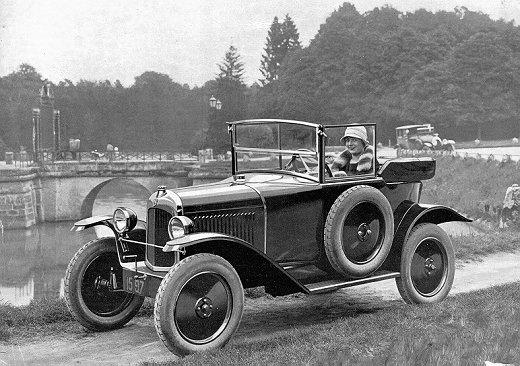
Typ C kabriolet  TL
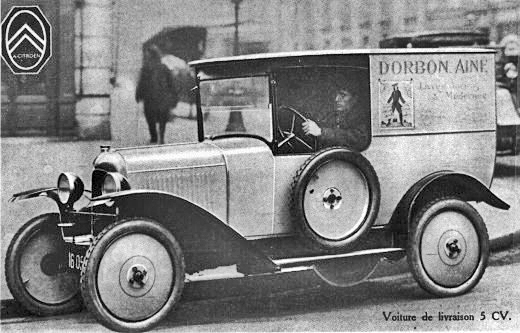
Typ C dodávka (lehké užitkové vozidlo) VL
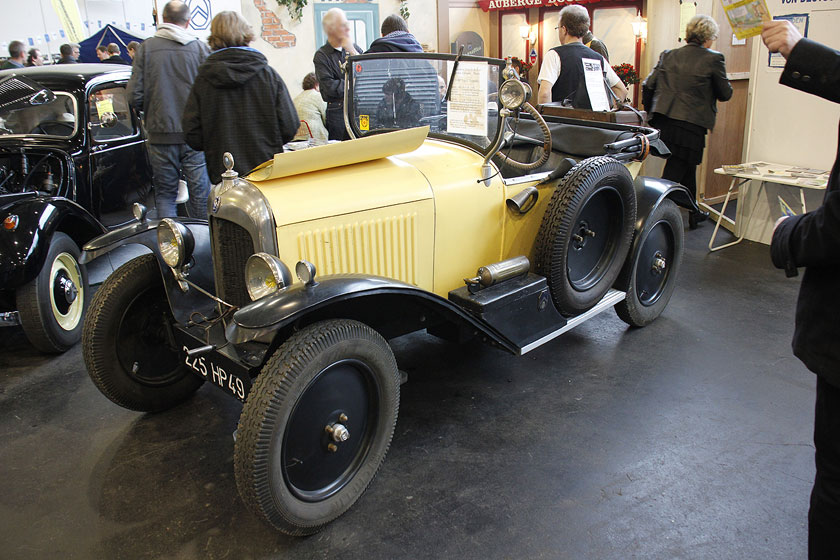
Typ C torpédo T2
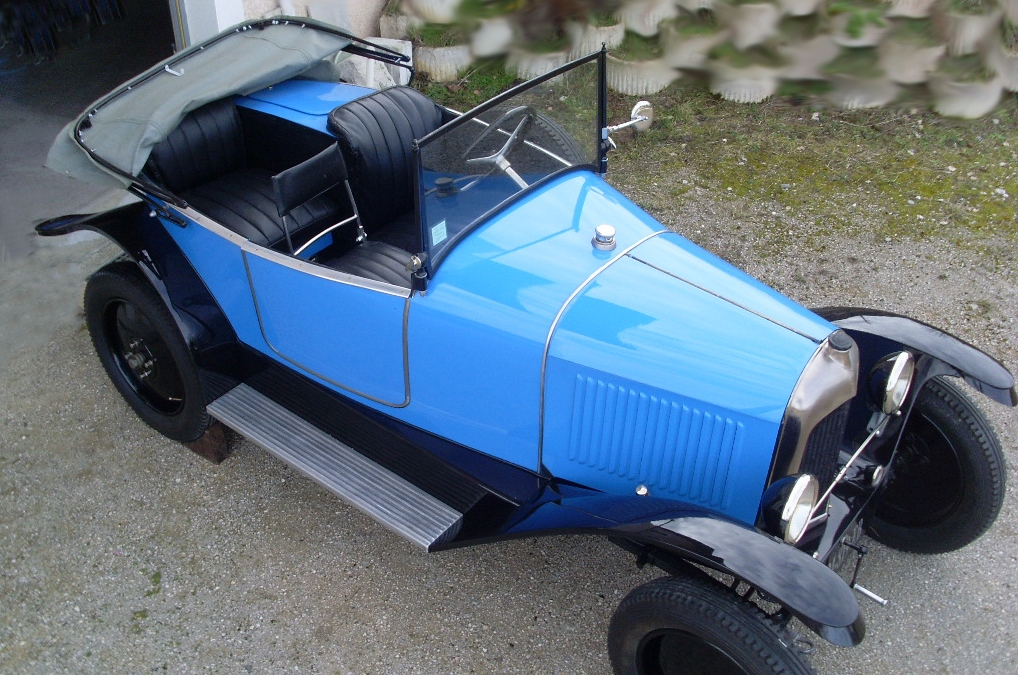
Typ C torpédo T3-1
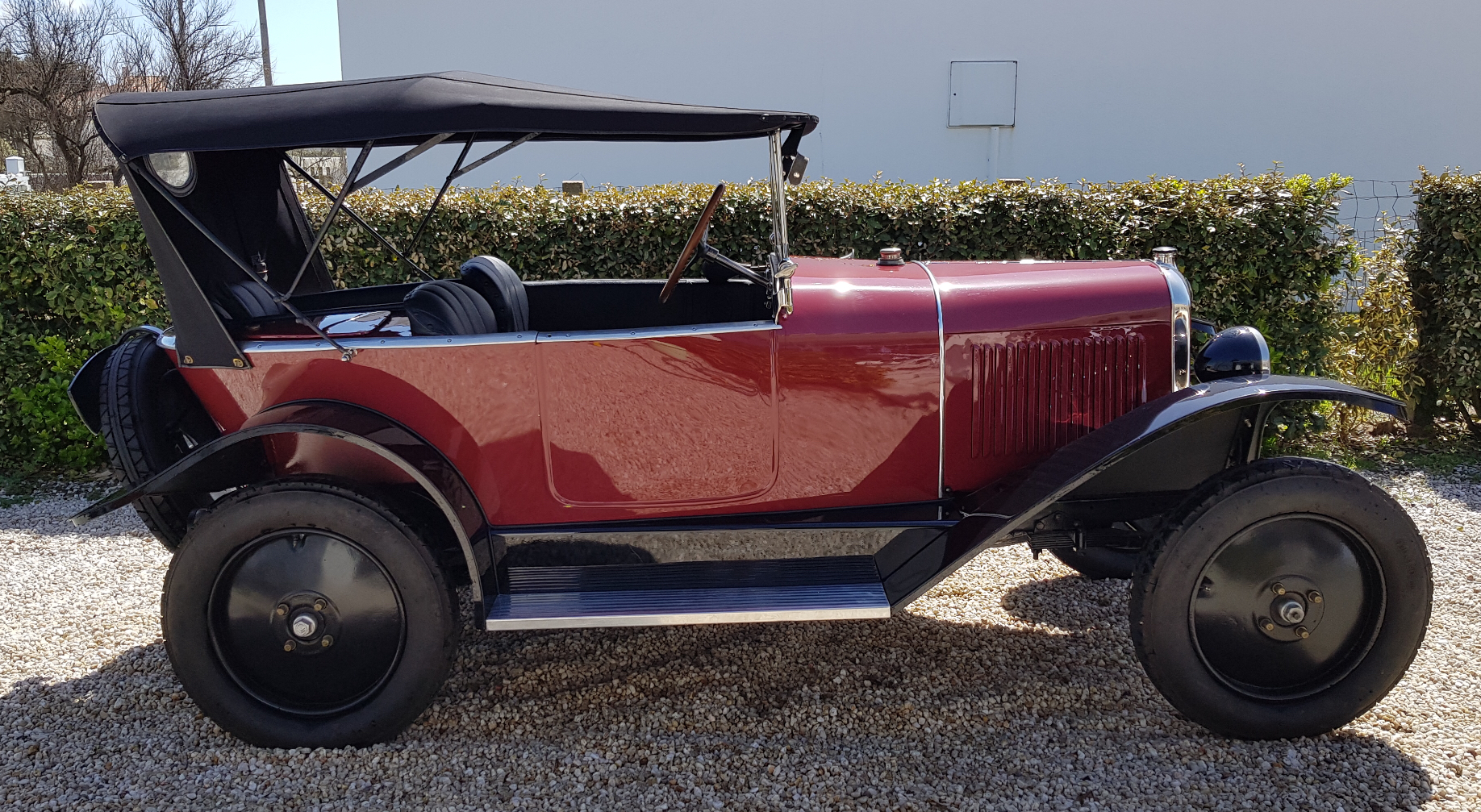
Typ C torpédo T3-2
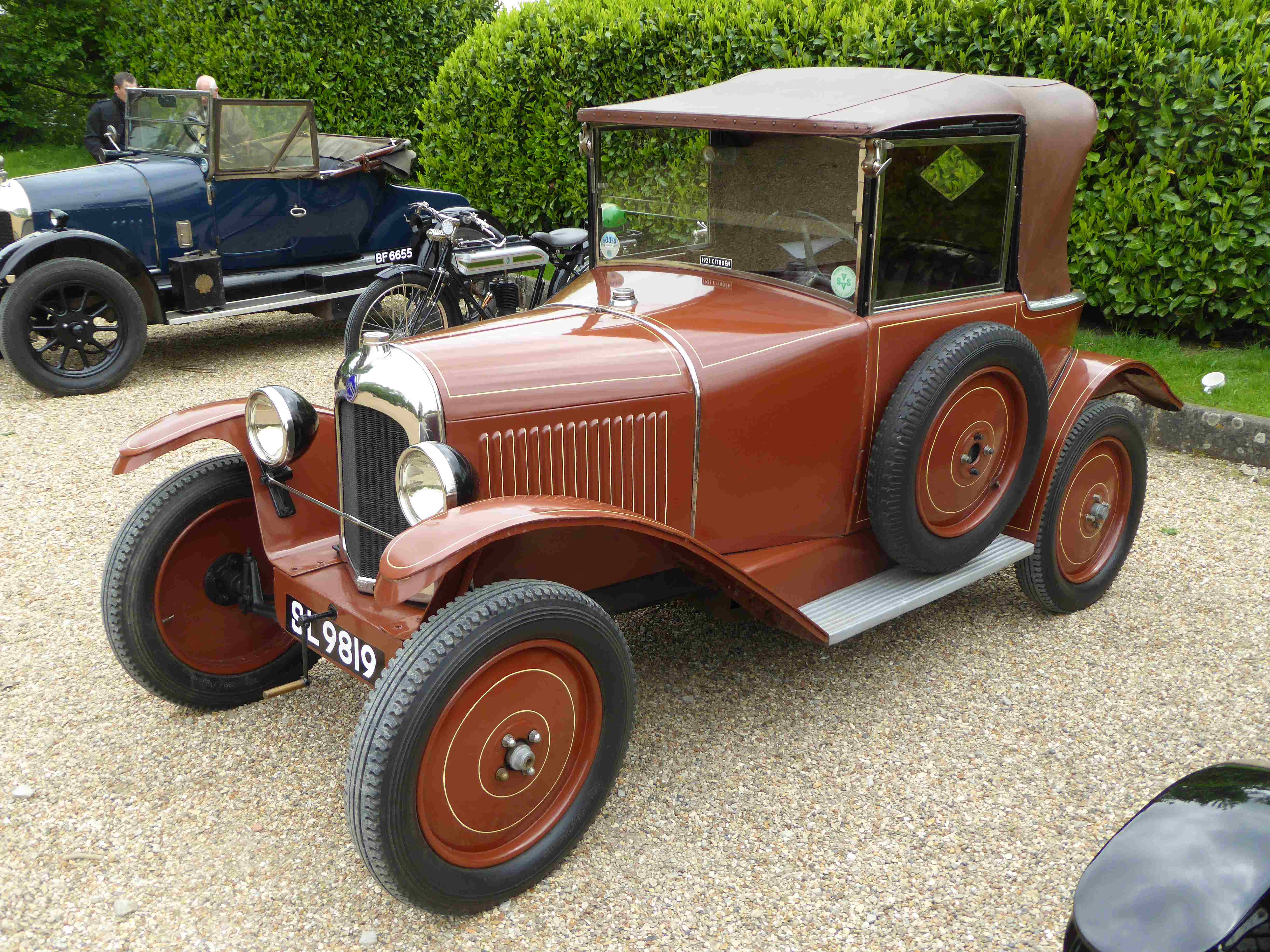
Typ C kabriolet TL
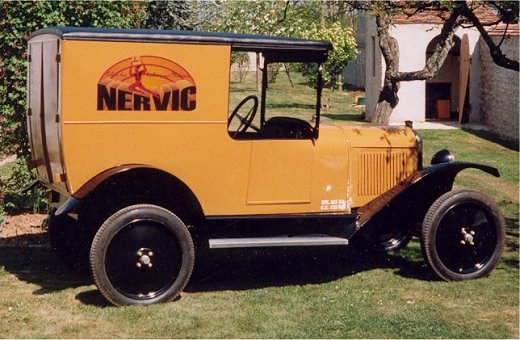
Typ C dodávka VL
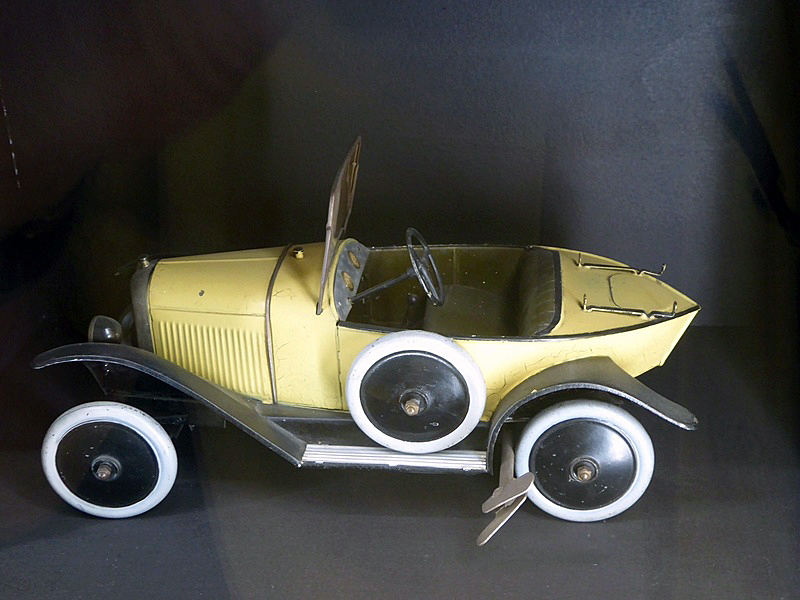
Hračka typ C torpédo (roadster) T2